# Langline
En langline er en line hvorpå der vha. forfang monteres mange kroge med madding. Krogene anbringes med jævne mellemrum. Der findes to grundlæggende typer langliner, pelagisk langline og demersal langline, hvor der er forskel på anvendt udstyr og hvilke arter der fanges.
Fiskeri med langline kan foregå med alle størrelser af fiskefartøjer, fra en jolle til store industrielle langlineskibe LPP <40 m med 14 mand stor besætning. Fælles for disse er måden der fiskes på. Linen agnes, sættes i søen, og hives op igen i fartøjet, hvor fangsten bliver behandlet.
På industrielle fartøjer passer denne cyklus med et døgn, og kan de mest effektive skibe sætte over 40.000 kroge i søen pr. cyklus. Før agneprocessen blev automatiseret i 1978 (Mustad Autoline system) blev al madding agnet med hånd, og besætningen var meget større på lineskibene, op til 23 mand, og antal kroge sat i søen kun ca 25000/døgn. Linefiskeriet er blevet yderligere effektiviseret op gennem årene, da der foruden nye computerbaserede nautiske instrumenter også er er udviklet nye krogtyper og langliner (svirvel-liner).